# 阳曲站
阳曲站位于中华人民共和国山西省太原市阳曲县，是北同蒲铁路上的一个车站，始建于1935年，距离太原站29公里，距离大同站326公里，隶属于中国铁路太原局集团，现为三等站。
阳曲站原名黄寨站。1988年，车站改名阳曲站并沿用至今:378。

## 图集

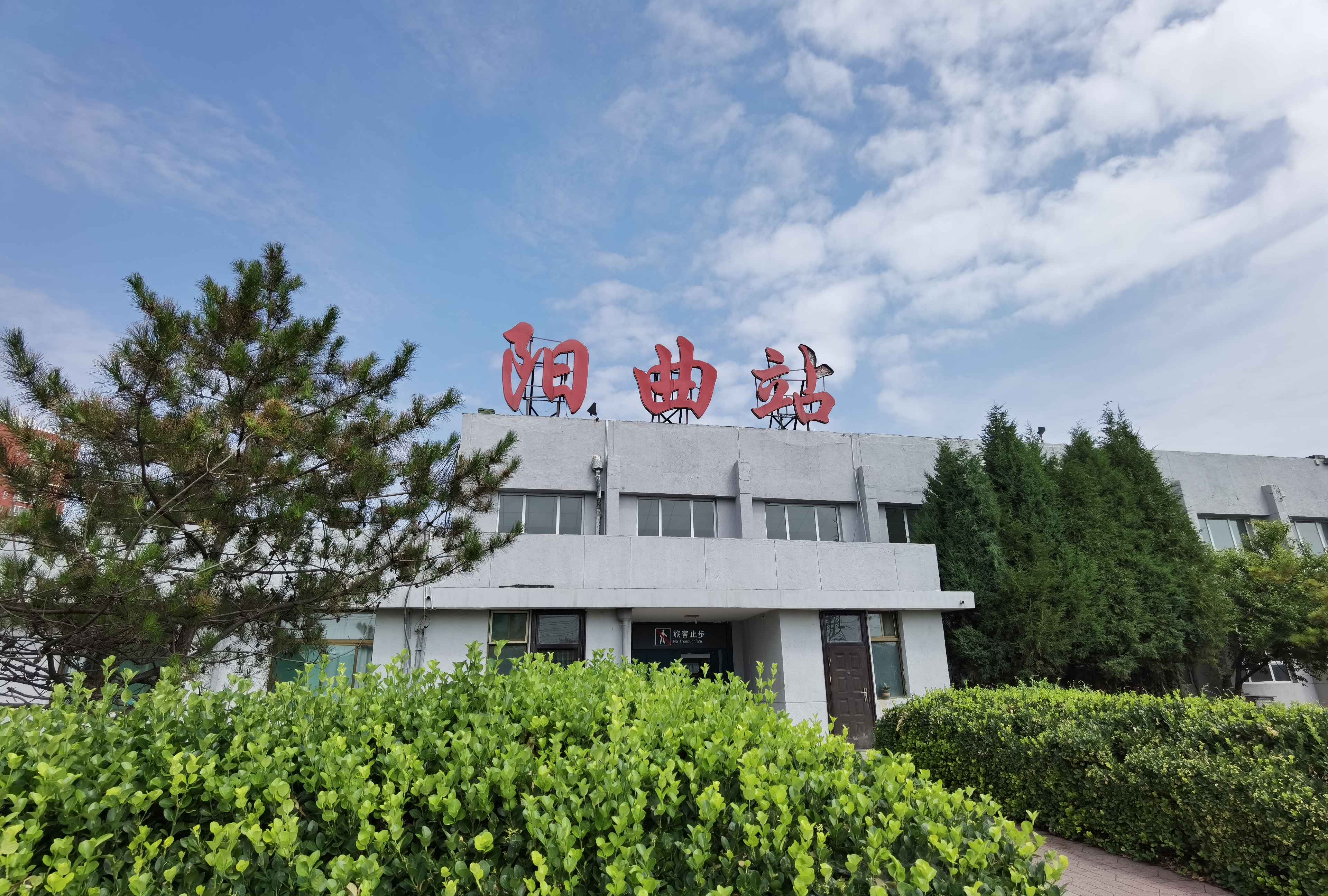
2020年，阳曲站站房（站场侧）
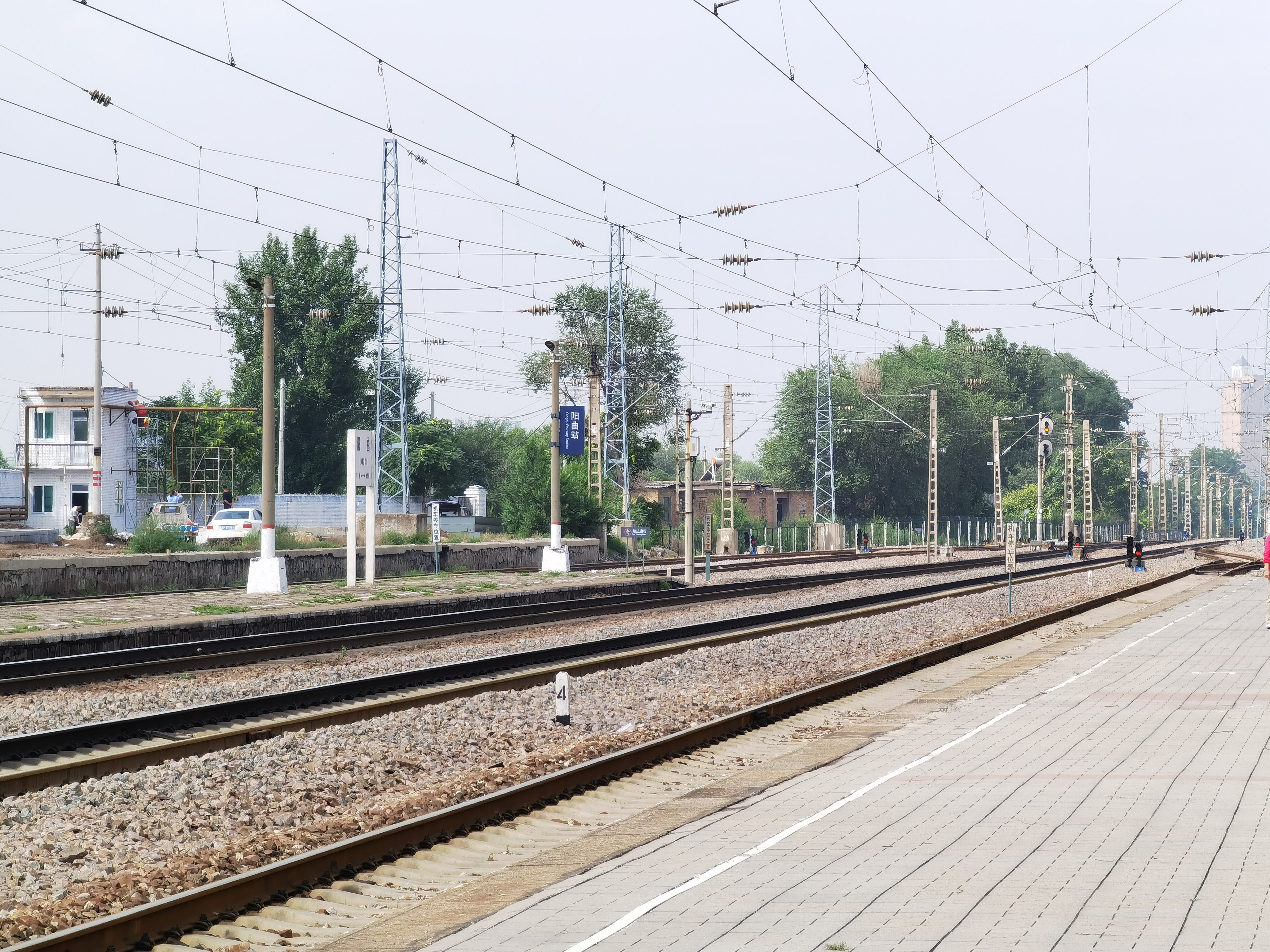
2020年，阳曲站站场与站台
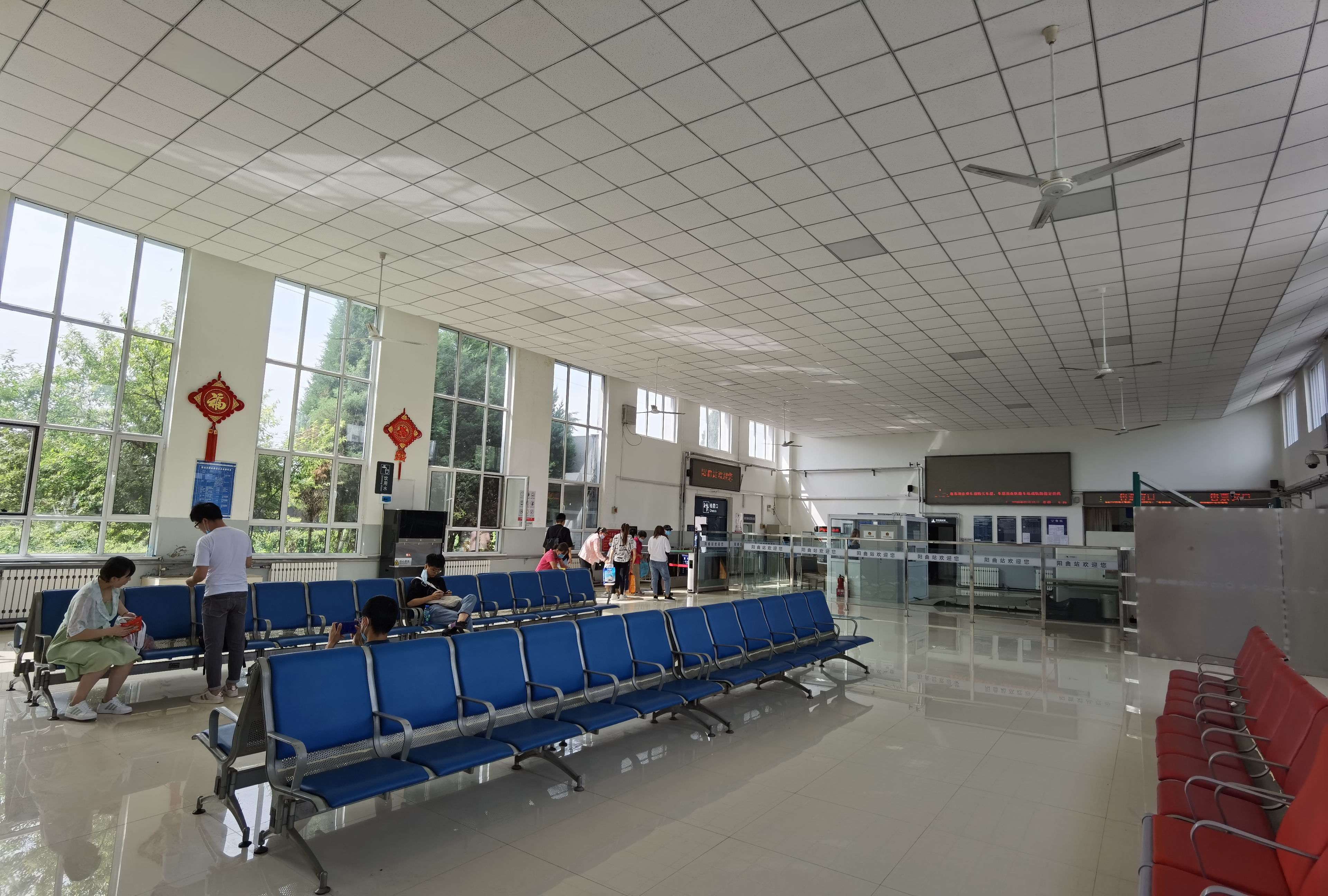
2020年，阳曲站候车室